# 伊乃愛華
伊乃 愛華（いの あいか）は、日本のAV女優

## 略歴・エピソード
人妻系長身AV女優。

## 出演作品
（オムニバス編集作品を除く）
アダルトビデオ
- 本格レズ 美人女医に処女を奪われた私　（東京音光 2009/01/03）
- マナーの悪いおばさん折檻　（NEXT GROUP 2010/11/20）
- きれいな奥様 伊乃愛華43歳　（Yellow Duck 2008/02/10）
- 熟女のまごころ 　（レイディックス 2007/07/30）
- 四十路マダム 10　（クリスタル映像 2006/08/そ28）
- 【母子相姦外伝】友達のお母さん　（ルビー 2006/06/17）
- 新・母子相姦遊戯 母と子 ＃8　（グローバルメディアエンタテインメント 2006/06/07）
- 夫婦交姦 スワッピングに目覚めた人妻たち　（マドンナ 2007/01/25）
- 近親相姦中出し親子　（センタービレッジ 2006年05月31日 ）
- 背徳の母 （センタービレッジ  2006年07月20日）
- 僕の叔母さんレイプ中出し
- 母さん・・・近親相姦

他